# Джузеппе Джачінто Моріс
Джузеппе Джачінто Моріс (італ. Giuseppe Giacinto Moris; 25 квітня 1796—18 квітня1869) — італійський ботанік та політичний діяч.

## Біографія
Джузеппе Джачінто Моріс народився у комуні Орбассано 25 квітня 1796 року.
Навчався у професора Дж. Б. Бальбіса у Туринському університеті, у 1815 році закінчив його зі ступенем по медицині. З 1822 року Моріс викладав як професор медицини в Університеті Кальярі. У 1829 році він повернувся у Туринський університет, де працював професором ботаніки. У 1831 році Джузеппе Джачінто був призначений директором Туринського ботанічного саду.
З 1836 до 1838 року Моріс був віце-президентом Туринської академії сільського господарства. Також він був членом кількох інших італійських та зарубіжних наукових товариств, у тому числі Ботанічного товариства Франції. З 1848 року Моріс представляв Королівство Сардинію у італійському Сенаті.
Джузеппе Джачінто Моріс помер у Турині 18 квітня 1869 року.

## Окремі наукові праці
- Moris, G.G. (1827—1829). Stirpium sardoarum elenchus. 3 fasc.
- Moris, G.G. (1837). Flora sardoa. 3 vols.
- Moris, G.G., Notaris, G. de (1839). Florula caprariae. 244 p.

## Роди, названі на честь Дж. Дж. Моріса
- Morisia J.Gay, 1832
- Morisia Nees, 1834, nom. illeg. [syn.  Rhynchospora Vahl, 1805, nom. cons.]